# Rien que des mensonges (film, 1933)
Pour les articles homonymes, voir Rien que des mensonges.
Pour plus de détails, voir Fiche technique et Distribution.
Rien que des mensonges est un film français réalisé par Karl Anton, sorti en 1933.

## Fiche technique
- Titre français : Rien que des mensonges
- Réalisation : Karl Anton
- Scénario : Saint-Granier et Paul Schiller d'après la pièce de théâtre de Germaine Leprince et Claude Rolland
- Musique : René Sylviano
- Société de production : Les Studios Paramount
- Société de distribution : Les Films Paramount
- Pays d'origine :  France
- Format : Noir et blanc - 1,37:1 - Mono
- Genre : Comédie
- Durée : 84 minutes
- Année de sortie :  France - 1933

## Distribution
- Robert Burnier : André Chevilly
- Marguerite Moreno : Mme. Leverdier
- Pierre Stéphen : Paul Daubreuil
- Jackie Monnier : Martha
- Raymonde Allain : Angèle
- Janine Guise : Claire
- Jeanne Fusier-Gir : Colombe
- Armand Lurville : M. Leverdier
- Jacques Maury : Léon Vilcourt
- Georges Cahuzac : Brunoy
- Camille Beuve : Saint-Archange
- Rose Lorraine